# 中島直樹
中島 直樹（なかしま なおき、男性、1996年5月1日 - ）は、日本の作曲家。
東京大学教育学部附属中等教育学校、東京藝術大学音楽環境創造科卒業。

## 来歴
3歳よりピアノを、5歳より作曲をはじめる。
東京大学教育学部附属中等教育学校に進学し、管弦楽部ではチェロと指揮者を務める。
中学の頃より映像制作を行い、NHK Eテレデジスタ　ティーンズ（校歌ミュージックビデオグランプリ） の企画で映像作品を監督し、最優秀グランプリを獲得。
在学中に、U.T.S.Production（東大附属64回生を中心にしたクラブ）を設立し、芸術活動を行う。
2013年に東日本大震災をきっかけに「Mother Earth Project」を発足。以後、東北を中心に全国各地で音楽やアートによる交流・教育活動を行う。
東京芸術大学 音楽学部 音楽環境創造科進学後、作曲を西岡龍彦、後藤英に師事。

## 受賞
- 2015年 - 日本音楽教育文化振興会主催 サウンドクリエイター・オブ・ザ・イヤー
- 2016年 - 日本音楽教育文化振興会主催 奨励賞など多数受賞。